# Agriocnemis angolensis
Agriocnemis angolensis – gatunek ważki z rodziny łątkowatych (Coenagrionidae). Występuje w południowej połowie Afryki; stwierdzony w Angoli, Botswanie, Namibii i Zambii.